# Adrianna Płaczek
Adrianna Płaczek (født 10. december 1993) er en polsk håndboldspiller, som spiller i Paris 92 og Polens kvindehåndboldlandshold.
Płaczek repræsenterede også Polen under EM i håndbold 2016 i Sverige, VM i håndbold 2021 i Spanien og VM i håndbold 2023 i Danmark/Norge/Sverige.